# San Martino di Lupari 2018-2019
Questa voce raccoglie le informazioni riguardanti l'A.S.D. San Martino di Lupari nelle competizioni ufficiali della stagione 2018-2019.

## Stagione
La stagione 2018-2019 della Fila San Martino di Lupari è la sesta consecutiva che disputa in Serie A1 femminile.

## Verdetti stagionali
Competizioni nazionali
- Serie A1: (27 partite)

stagione regolare: 4º posto su 11 squadre (13-7);
play-off: perde le semifinali contro Schio (1-3).
- Coppa Italia: (1 partita)

quarto di finale perso contro Venezia.

## Roster
|    | Naz.                   | Ruolo | Sportivo             | Anno | Alt. |  |       |
| -- | ---------------------- | ----- | -------------------- | ---- | ---- |  | ----- |
| 0  | Italia (bandiera)      | PG    | Caterina Dotto       | 1993 | 166  |  |       |
| 3  | Stati Uniti (bandiera) | GA    | Adrienne Nicole Webb | 1990 | 175  |  |       |
| 4  | Italia (bandiera)      | GA    | Elena Fietta         | 1995 | 165  |  |       |
| 6  | Italia (bandiera)      | PG    | Monica Tonello       | 1988 | 165  |  |       |
| 7  | Italia (bandiera)      | GA    | Francesca Beraldo    | 1999 | 175  |  |       |
| 8  | Italia (bandiera)      | A     | Chiara Meroi         | 2001 | 178  |  |       |
| 9  | Italia (bandiera)      | AC    | Beatrice Baldi       | 2000 | 183  |  |       |
| 11 | Italia (bandiera)      | AC    | Jasmine Keys         | 1997 | 192  |  |       |
| 12 | Lettonia (bandiera)    | C     | Zenta Meļņika        | 1991 | 196  |  |       |
| 13 | Italia (bandiera)      | A     | Anna Profaiser       | 2000 | 183  |  |       |
| 14 | Italia (bandiera)      | GA    | Alice Milani         | 1999 | 175  |  |       |
| 15 | Stati Uniti (bandiera) | GA    | Tyaunna Marshall     | 1992 | 175  |  |       |
| 16 | Italia (bandiera)      | P     | Chiara Pastore       | 1986 | 175  |  | [ 1 ] |
| 17 | Italia (bandiera)      | A     | Martina Rosignoli    | 2001 | 178  |  |       |
| 20 | Italia (bandiera)      | A     | Federica Tognalini   | 1991 | 180  |  |       |
| 28 | Italia (bandiera)      | A     | Martina Sandri       | 1988 | 187  |  |       |

## Mercato

### Sessione estiva
| Acquisti | Acquisti                   | Acquisti           | Acquisti            |
| R.       | Nome                       | da                 | Modalità            |
| -------- | -------------------------- | ------------------ | ------------------- |
| PG       | Caterina Dotto             | Reyer Venezia      | definitivo          |
| GA       | Adrienne Nicole Webb       | Sfantu Gheorghe    | definitivo          |
| GA       | Elena Fietta               | Lupe San Martino   | definitivo          |
| A        | Chiara Meroi               | Bk Giovani Lupe    | definitivo          |
| C        | Zenta Meļņika              | Udominate Umea     | definitivo          |
| A        | Anna Profaiser             | Lupe San Martino   | definitivo          |
| GA       | Tyaunna Dominique Marshall | Sfantu Gheorghe    | definitivo          |
| A        | Martina Rosignoli          | Libertas SBS Udine | doppio tesseramento |
| A        | Federica Tognalini         | Le Mura Lucca      | definitivo          |
| A        | Martina Sandri             | Reyer Venezia      | definitivo          |

| Cessioni | Cessioni             | Cessioni         | Cessioni       |
| R.       | Nome                 | a                | Modalità       |
| -------- | -------------------- | ---------------- | -------------- |
| AC       | Sabina Oroszova      | Wisła Cracovia   | fine contratto |
| A        | Megan Marie Mahoney  | -                | fine contratto |
| A        | Marcella Filippi     | Famila Schio     | fine contratto |
| PG       | Claudia Amabiglia    | Lupe San Martino | fine contratto |
| GA       | Martina Fassina      | Famila Schio     | fine contratto |
| G        | Jasmine Marie Bailey | Roche Vendée     | fine contratto |
| P        | Angela Gianolla      | Eirene Ragusa    | fine contratto |

### Sessione invernale
| Acquisti | Acquisti       | Acquisti    | Acquisti   |
| R.       | Nome           | da          | Modalità   |
| -------- | -------------- | ----------- | ---------- |
| P        | Chiara Pastore | Dike Napoli | definitivo |

| Cessioni | Cessioni | Cessioni | Cessioni |
| R.       | Nome     | a        | Modalità |
| -------- | -------- | -------- | -------- |

## Risultati

### Coppa Italia

#### Quarti di finale
| Arbitri: | Marco Pierantozzi (Brescia) Daniele Caruso (Roma) Roberto Radaelli (Rho) |

|                               |          |             |
| Sanders 20                    | Punti    | 19 Marshall |
| Anderson, Bestagno, Sanders 2 | Assist   | 3 Marshall  |
| Sanders 11                    | Rimbalzi | 10 Meļņika  |